# Мікеланджело Черквоцці
Мікеланджело Черквоцці (італ. Michelangelo Cerquozzi 12 лютого, 1602, Рим — 6 квітня, 1660, Рим) — італійський художник доби бароко.

## Ранні роки
Народився у Римі. Батько, Марчелло Черквоцці, був успішним торговцем шкіряних виробів, а родина була заможною.
У віці дванадцяти років батьки влаштували сина на навчання в майстерню художника Чезаре д'Арпіно. Колись помічником у нього працював молодий Караваджо, котрому вдалося вишуканий та аристократичний римський живопис навернути до суворої реальності з її драмами існування, важкого побуту небагатих мешканців, непотрібністю цих мешканців і цьому місту, і цій добі.

## Початковий період
Збережено мало відомостей про ранні роки Мікеланджело Черквоцці та твори його учнівського та раннього періодів. Аналіз збережених творів свідчив про знання побутового живопису, спроби створювати натюрморти, наближеність до творів другорядних фламандських та голландських художників, переважно представників товариства «Перелітні птахи». Мікеланджело Черквоцці, митець середньої обдарованості, вже чудово оминув і італійський маньєризм, і трагічні чи декоративні сюжети численних караваджистів, іноземців-послідовників самого Караваджо.
Черквоцці зосередився на створенні картин з побутовими ситуаціами та пересічними громадянами Риму і його передмість, котрих залюбки малювали численні нідерландські художники, котрих називали бамбочати. Брався він і до створення батальних сцен та натюрмортів, котрі були схожі на роботи художника П'єтро Паоло Бонці.
Серед можливих керівників молодого художника міг бути Яків де Хасе (приблизно до 1621 року), що прибув у Рим 1601 року з Антверпена (Хасе створював батальні картини). Відомо, що у 1624 році Черквоцці працював з художниками-голландцями Паулюсом Бором з Амерсфорта та Яном Херманцем з міста Реймс. У період 1625—1630 рр. він працював разом із художником Віллемом Мікельсом з Фландрії. 1631 року він вже мав власного учня (ним був Маттео Бонічеллі) і вони разом працювали з Віллемом Мікельсом.

## Період зрілости
Ще 1630 року у нього з'явився перший серйозний меценат — комерсант Доменіко Віола. Він сприяв відомостям про художника і його твори купують адвокат Рафаело Марчезі, граф Карпенья, меценати Вінченцо Нері, Раджи. Замовниками художника стануть аристократичні родини Колонна та Барберіні, кардинал Рапаччолі. Серед клієнтів римського художника було декілька осіб, що були пов'язані діловими справами з іспанцями. Черквоцці брав участь в урочистостях на честь Алессандро Фарнезе, що воював на боці католиків Іспанії за збереження колоніальної залежності Фландрії від Іспанської імперії.
1634 року Мікеланджело Черквоцці обирають членом римської академії Св. Луки, що було його офіційним визнанням. Він відвідував засідання академії до 1652 року, хоча не був слухняним і не дотримувався строго етикету.
Серед приятелів Черквоцці римські митці П'єтро да Кортона (архітектор і художник академічного спрямування, представник «величної манери»), Джачінто Бранді (1621—1691, римський караваджист і співробітник художника Матіа Преті) та Корнеліс Блумарт молодший (1603—1692), що прибув у папську столицю з міста Утрехт і працював у Римі до власної смерті.
Черквоцці був художником доволі широкого диапазону і брався створювати біблійні картини, умовні батальні сцени, алегорії та міфологічні сцени. Мав він замови і на створення вівтарних картин для провінційних італійських храмів. За сучасними поглядами найбільше Черквоцці вдавалися натюрморти з фруктами і овочами. Але римські чи неаполітанські майстри перевершували його власною обдарованістю, оригінальністю власних композицій та колористичними здібностями. Серед них — Паоло Порпора, Лука Форте, Джованні Баттіста Руопполо, Джузеппе Рекко, Франческо Нолетті, Томмазо Саліні.

## Співпраця з іншими художниками
Співпраця двох або трьох художників над одним твором була доволі розповсюдженим явищем серед нідерландських художників. Особливо це практикувалось у випадках, коли вузька спеціалізація одного з мало обдарованих майстрів заважала доволі легко відтворювати на полотні живих тварин в русі, мисливців, дерева, пейзажну далечінь. До співпраць з іншими майстрами часто звертався навіть обдарований Пітер Пауль Рубенс, котрого відволікали від праці з картинами численні замови та хвороби.
Мікеланджело Черквоцці спеціалізувався на побутовому жанрі, котрий тривалий час в Римі мав низьку оцінку. Співпраця з іншими майстрами дозволяла створювати картини на межі жанрів та підвищувала їх художню вартість та продажну ціну. Серед співпрацівників, з котрими об'єднувався Черквоцці для створення картин, були Вівіано Кодацці (майстер архітектурних руїн), Ян Міль (помірний караваджист і пейзажист), Джакомо Боргоньйоне (справжнє прізвище Жак Куртуа, майстер батальних сцен) та ін.
Помер у Римі 29 березня 1660 року.

## Особисте життя
Мікеланджело Черквоцці ніколи не був одруженим і не мав дітей. Він мешкав у районі, де створять Іспанські сходи в Римі. Мав помешкання цілком забезпеченої людини.

## Обрані твори (неповний перелік)
- «Натюрморт з овочами і фруктами».
- «Батальна сцена»
- «Вечірка в саду з римськими художниками»
- «Нудні забави вояків», бл. 1630-х рр.
- "Репетиція комедії дель арте ", бл. 1640 р.
- «Молодь збирає фрукти», бл. 1645 р.
- «Джерело питної води» бл. 1650 р.
- «Римські руїни з Колізеєм вдалині» (разом з Вівіано Кодацці), бл. 1655 р.
- «Класичні споруди на березі затоки»

## Обрані твори (галерея)

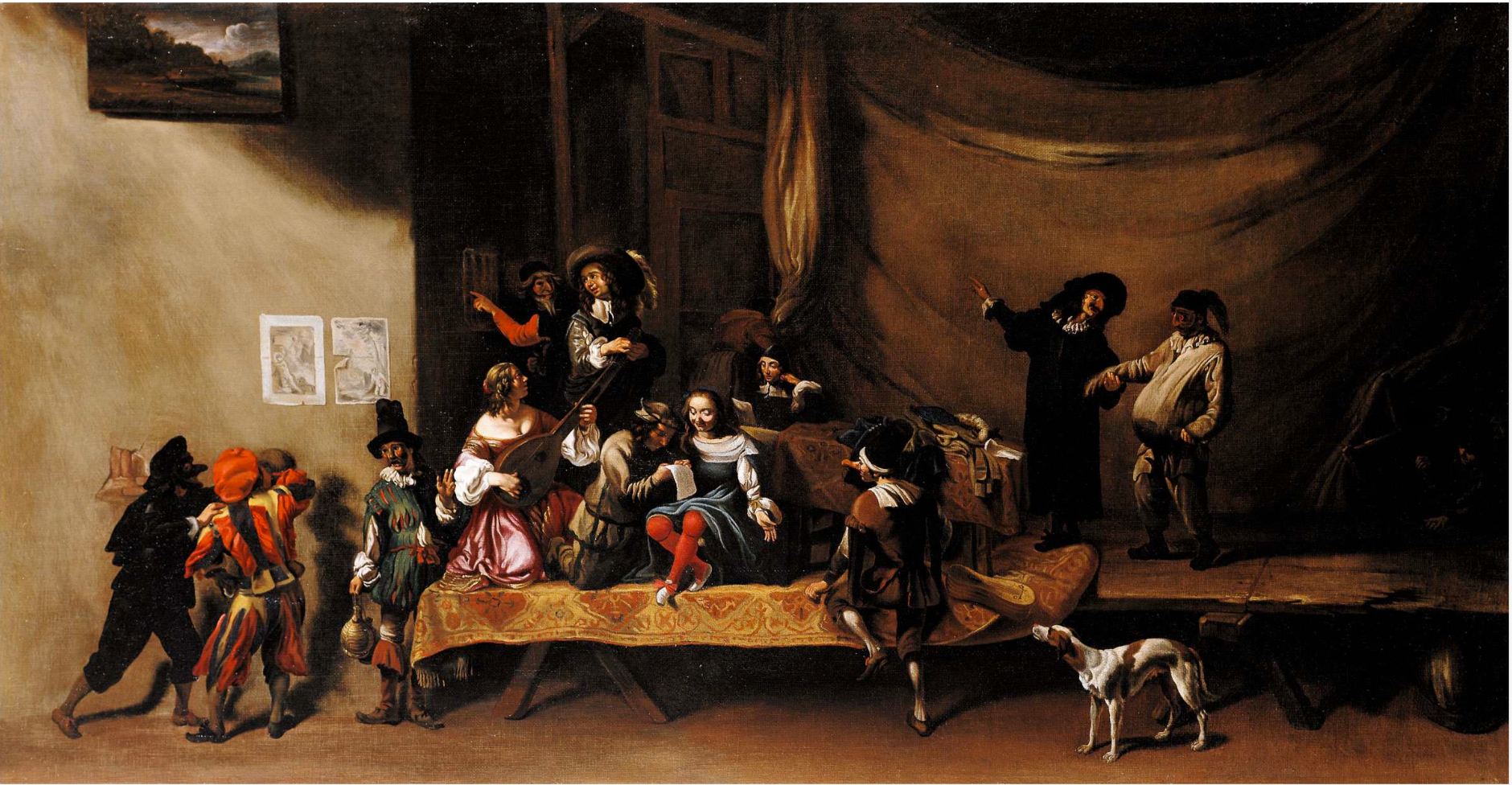
Мікеланджело Черквоцці. "Репетиція комедії дель арте ", бл. 1640 р., Галерея Канессо, Париж

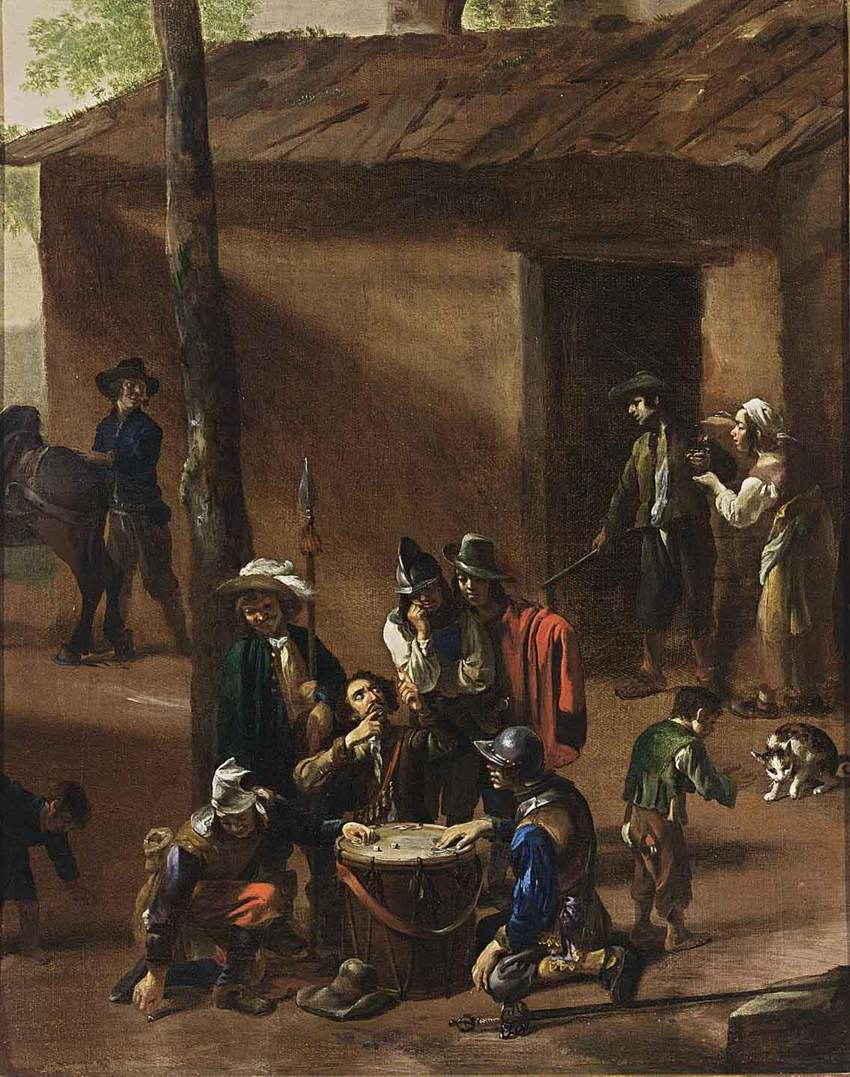
Мікеланджело Черквоцці. «Нудні забави вояків», приватна збірка
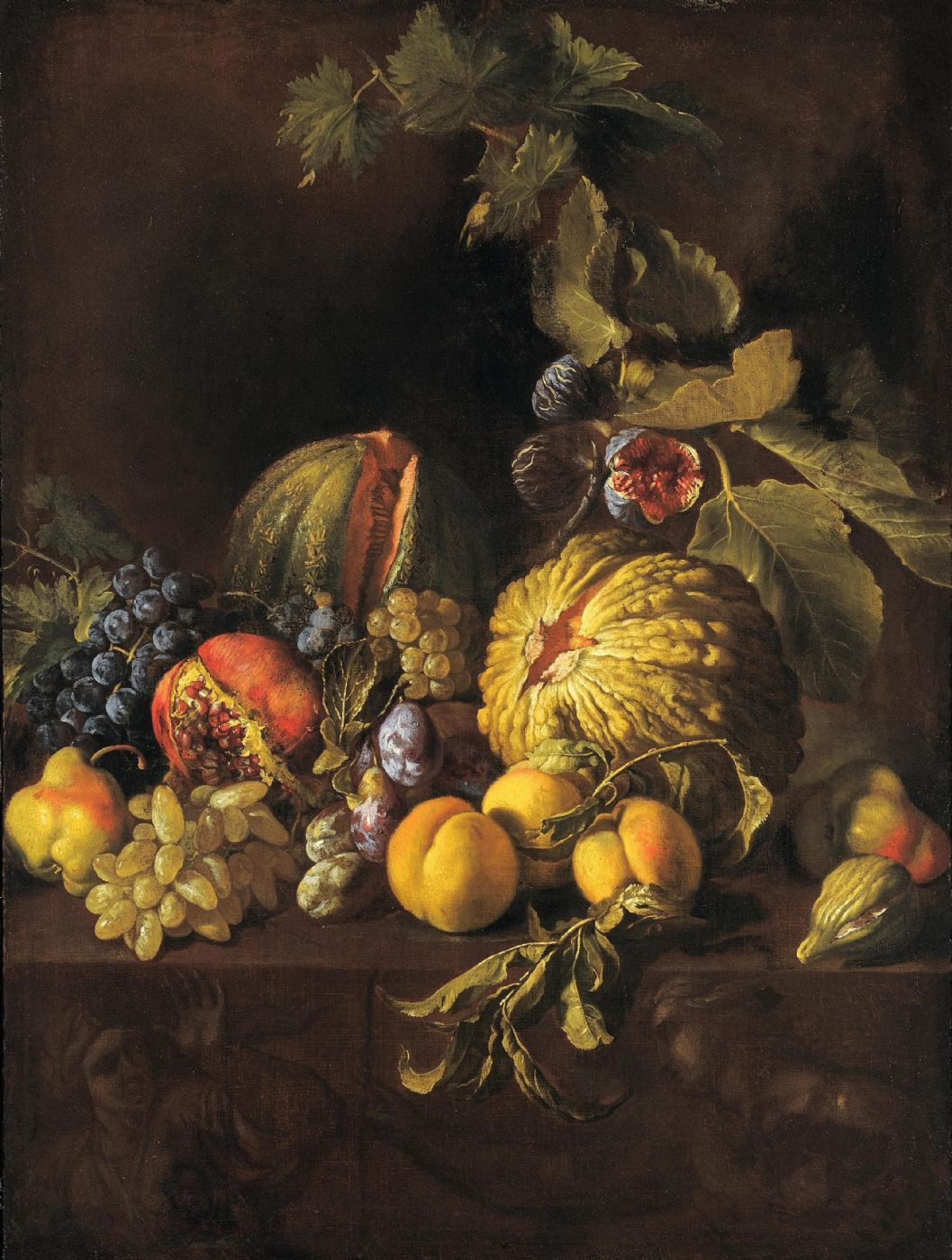
Мікеланджело Черквоцці. «Натюрморт з овочами і фруктами».
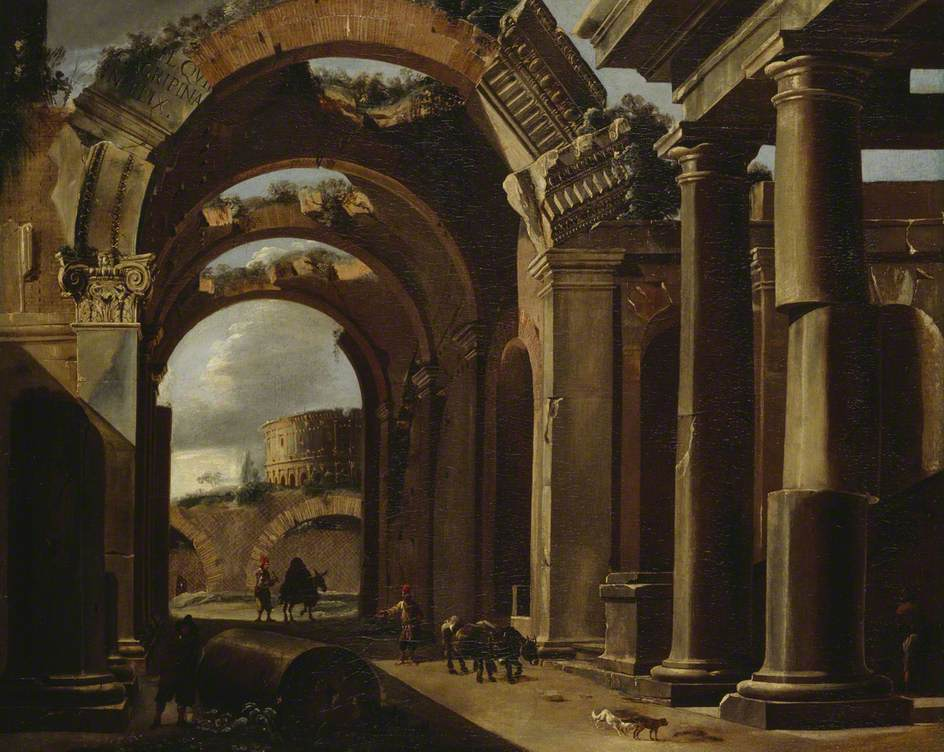
Мікеланджело Черквоцці разом з Вівіано Кодацці. «Римські руїни з Колізеєм вдалині», бл. 1655 р.
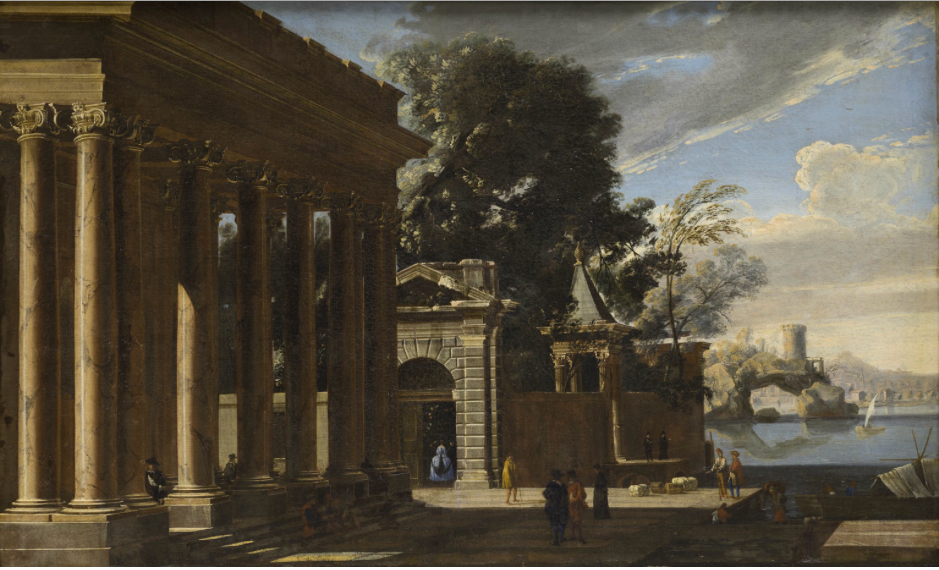
Мікеланджело Черквоцці разом з Вівіано Кодацці та Вісенте Гінером. «Класичні споруди на березі затоки», Музей красних мистецтв, Бордо